# Sudeten
De Sudeten (Duits: Sudeten, Tsjechisch en Pools: Sudety, Tsjechisch: Krkonošsko-jesenická subprovincie / Krkonošsko-jesenická soustava) zijn een bergketen in het grensgebied tussen Duitsland, Polen en Tsjechië.
De naam komt van Sudeti montes, de Latijnse benaming van de Soudeta ore die Claudius Ptolemaeus in zijn Geographia noemt voor deze bergketen. De betekenis van de naam is niet bekend. De naam zou Wildezwijnenbergen kunnen betekenen naar het Indo-Europese woord su, zwijn. Wellicht beter is Stekelige bergen, naar het Latijnse woord sudis (meervoud sudes), een paal met twee scherpe punten waarmee de Romeinse legioenen tijdelijke versterkingen bouwden.
De Sudeten strekken zich over circa 330 kilometer uit tussen de Elbe in het westen en de Moravische Poort in het oosten en zijn in een reeks deelgebergten onder te verdelen, waaronder het Reuzengebergte, IJzergebergte, Adelaarsgebergte, Králický Sněžník, en Hrubý Jeseník. De hoogste top van de Sudeten bevindt zich op de Pools-Tsjechische grens in het Reuzengebergte: de Sneeuwkop met 1602 m.
De Sudeten leenden tussen 1918 en 1945 hun naam aan de Duitse minderheid in Tsjecho-Slowakije. Hun woongebied werd Sudetenland genoemd. Dit gebied omvatte behalve de eigenlijke Sudeten ook de andere grensgebieden met Duitsland en Oostenrijk.
Door de Sudeten loopt de Hoofdsudetenroute.